# Redmi 9
Redmi 9 — смартфон бюджетного рівня суббренда Xiaomi Redmi, що є наступником Redmi 8. Був представлений 10 червня 2020 року. 4 серпня в Індії був представлений Redmi 9 Prime, що отримав новий варіант кольору, більшу кількість пам'яті та позбувся модуля NFC. 8 вересня в Індії був представлений POCO M2, що є версією Redmi 9 Prime з трішки зміненим дизайном задньої панелі, 6 ГБ ОЗП та трохи зміненою MIUI під назвою MIUI для POCO. 21 квітня 2021 року був представлений POCO M2 Reloaded, що є тим самим POCO M2 з комплектацією пам'яті 4/64 ГБ.

## Дизайн
Екран виконаний зі скла Corning Gorilla Glass 3. Корпус смартфонів виконаний з пластику зі спеціальною фактурою.
Ззовні смартфон схожий на Redmi Note 8 Pro.
Знизу знаходяться роз'єм USB-C, динамік, мікрофон та 3,5 мм аудіороз'єм, зверху — другий мікрофон та ІЧ-порт, зліва — слот під 2 SIM-картки і карту пам'яті формату microSD до 512 ГБ, а справа — гойдалка регулювання гучності та кнопка блокування. Сканер відбитків пальців розташований на задній панелі.
В Україні Redmi 9 продається в 3 кольорах: Carbon Gray (сірий), Sunset Purple (синьо-фіолетовий градієнт) та Ocean Green (зелений).
В Індії Redmi 9 Prime продається в 4 кольорах: Matte Black (сірий), Sunset Purple (синьо-фіолетовий градієнт), Ocean Green (зелений) та Sunrise Flare (рожево-синій градієнт).
В Індії POCO M2 продається в 3 кольорах: Pitch Black (сірий), Slate Blue (синій), Brick Red (червоний). В POCO M2 Reloaded відсутній варіант Brick Red.

## Технічні характеристики

### Платформа
Смартфони отримали процесор MediaTek Helio G80, та графічний процесор Mali-G52 MC2.

### Батарея
Батарея отримала об'єм 5020 мА·год та підтримку швидкої зарядки до 18 Вт.

### Камера
Смартфони отримали квадрокамеру 13 Мп, f/2.2 (ширококутний) + 8 Мп, f/2.2 (ульраширококутний) + 5 Мп, f/2.4 (макро) + 2 Мп, f/2.4 (сенсор глибини) з автофокусом та здатністю запису відео в роздільній здатності 1080p.
- redmi 9 camera review

Фронтальна камера отримала роздільну здатність 8 Мп, світлосилу f/2.0 та здатність запису відео в роздільній здатності 1080p.

### Екран
Екран IPS LCD, 6.53", Full HD+ (2340 × 1080) зі щільністю пікселів 395 ppi, відношенням сторін 19.5:9 та каплеподібним вирізом.

### Пам'ять
Redmi 9 продається в комплектаціях 3/32 та 4/64 ГБ.
Redmi 9 Prime продається в комплектаціях 4/64 та 4/128 ГБ.
POCO M2 продається в комплектаціях 6/64 та 6/128 ГБ.
POCO M2 Reloaded продається в комплектації 4/64 ГБ.

### Програмне забезпечення
Redmi 9, 9 Prime та POCO M2 були випущені на MIUI 11 на базі Android 10.
POCO M2 Reloaded був випущений на MIUI 12 на базі Android 10.
Усі моделі були оновлені до MIUI 13 на базі Android 12.

## Ціна
Redmi 9 поступив у продаж 30 червня 2020 року за ціною 3999 грн. за версію 3/32 ГБ та 4499 грн. за версію на 4/64 ГБ.